# گردن کلفت (فیلم ۱۹۹۷)
گردن کلفت (به انگلیسی: Hoodlum) فیلمی محصول سال ۱۹۹۷ و به کارگردانی بیل دوک است. در این فیلم بازیگرانی همچون لارنس فیشبرن، تیم راث، ونسا ال. ویلیامز، اندی گارسیا، سیسیلی تایسون، شای مک‌براید، ریچارد برادفورد، کلارنس ویلیامز سوم، ویلیام آترتون، لرتا دیواین، کویین لطیفه، اد اوراس، مایک استار، پال بنجامین و تونی ریچ ایفای نقش کرده‌اند.